# Pattani (província)
Pattani é uma província da Tailândia. Sua capital é a cidade de Pattani.